# Río Torete
El río Torete o Bordecorex nace en Conquezuela, concretamente en la “loma del Cerrajón”, en plena sierra Ministra. Discurre por Yelo, Alcubilla de las Peñas, Mezquetillas, Jodra de Cardos (donde cambia el nombre por el de Torete), prosigue por Villasayas, Fuentegelmes, Bordecorex y Caltojar (donde se une con el Escalote) para ir a desembocar al río Duero.
- Datos: Q6115769